# Seth Gabel
Pour les articles homonymes, voir Gabel.
Seth Cosentino, qui utilise le nom d'artiste Seth Gabel, est un acteur américain né le 3 octobre 1981 à Hollywood (Floride) (Floride, États-Unis). Il incarne Adrian le fils d'Ava Moore dans la série Nip/Tuck.

## Biographie
Seth Gabel est né dans une famille juive à Hollywood, en Floride. Il a été élevé sous le nom de famille de son beau-père, qui l'a adopté, Cosentino.[1] Il a terminé ses études secondaires à la University School of Nova Southeastern University à Davie, en Floride, en 1999 et à la Tisch School of the Arts de l'Université de New York.[1] C'est durant sa jeunesse qu'il rencontre son meilleur ami Josh Gad.

### Carrière
Seth Gabel joue dans le drame de passage à l'âge adulte d'Universal Pictures, Take Me Home Tonight et apparait dans la version cinématographique de 2006 du roman de Dan Brown , The Da Vinci Code, réalisé par son beau-père, Ron Howard. A la télévision, il joue des rôles récurrents et invités dans United States of Tara, The Closer, New York, unité spéciale, Les Experts, Sex and the City et 100 Center Street, réalisés par Sidney Lumet. Il joue dans Dirty Sexy Money en tant que Jeremy Darling, le fils charmant, rebelle et extrêmement idiosyncratique de la puissante et privilégiée famille Darling, et le jumeau fraternel de la mondaine Juliet Darling, joué par Samaire Armstrong.
Seth Gabel reçoit des éloges pour son interprétation d'Adrian Moore, le fils adoptif sexuellement confus d'Ava Moore (interprété par Famke Janssen) sur le FX série Nip/Tuck. L'arc de l'histoire décrivant leur relation incestueuse et émotionnellement abusive a attiré beaucoup d'attention.
Seth Gabel apparait pour la première fois dans la série FOX  Fringe pendant la saison télévisée 2010–11. Il est promu au casting principal de la quatrième saison. Le personnage est radié à la fin de cette saison avant de revenir brièvement pour la finale de la série.
Le 30 janvier 2013, Seth Gabel est choisi pour l'épisode « Vertigo » de la série Arrow en tant que personnage basé sur Count Vertigo, connu sous le nom de Count. Il a joué Cotton Mather dans Salem. En 2015, Seth Gabel est casté comme Jeffrey Dahmer dans American Horror Story : Hotel. En 2019, il apparait dans un épisode de Showtime's Billions face à Damian Lewis.

## Vie privée
Le 17 juin 2006, dans le Connecticut, Seth épouse Bryce Dallas Howard (sa petite amie depuis 5 ans) et début 2007, elle donne naissance à un petit garçon, Théo, et une petite fille, Béatrice, le 19 janvier 2012[source secondaire souhaitée].

## Filmographie

### Cinéma
- 2006 : Da Vinci Code : Michael

### Télévision
- 2002 : Sex and the City (saison 5 - épisode 1) Un marin
- 2004 : Division d'élite (saison 4)
- 2004 : Les experts : Las Vegas (saison 5, episode 7) Gavin Layne
- 2004 : Nip/Tuck (saison 2) : Adrian Moore
- 2005 : New York, unité spéciale (saison 6, épisode 14) : Garrett Perle
- 2005 : The Closer : L.A. enquêtes prioritaires : Nikolai Koslov (Saison 1, épisode 3)
- 2007-2009 : Dirty Sexy Money : Jeremy Darling
- 2010 : Les experts : Las Vegas (saison 10 - épisode 14) Larry Colton
- 2010 : United States of Tara (saison 2) : Zach
- 2010-2013 : Fringe (saisons 2, 3, 4 et 5) : Lincoln Lee
- 2013 : Arrow (saison 1, épisodes 12 et 19, saison 2, épisode 7) : Le Comte
- 2014-2017 : Salem : Cotton Mather
- 2015 : American Horror Story: Hotel : Jeffrey Dahmer
- 2017 puis 2018 : Genius : Michele Besso (saison 1) puis Guillaume Apollinaire (saison 2)
- 2022 : The Watcher : Andrew Pierce
- 2022 : Big Sky : Walter
- 2022-2023 : American Horror Stories : le pasteur Walter (saison 2, épisode 4) / Guy Brubaker (saison 3, épisode 1)
- 2025 : The Rookie : Le Flic de Los Angeles : Liam Glasser (saison 7, épisode 5)